# Beljevac

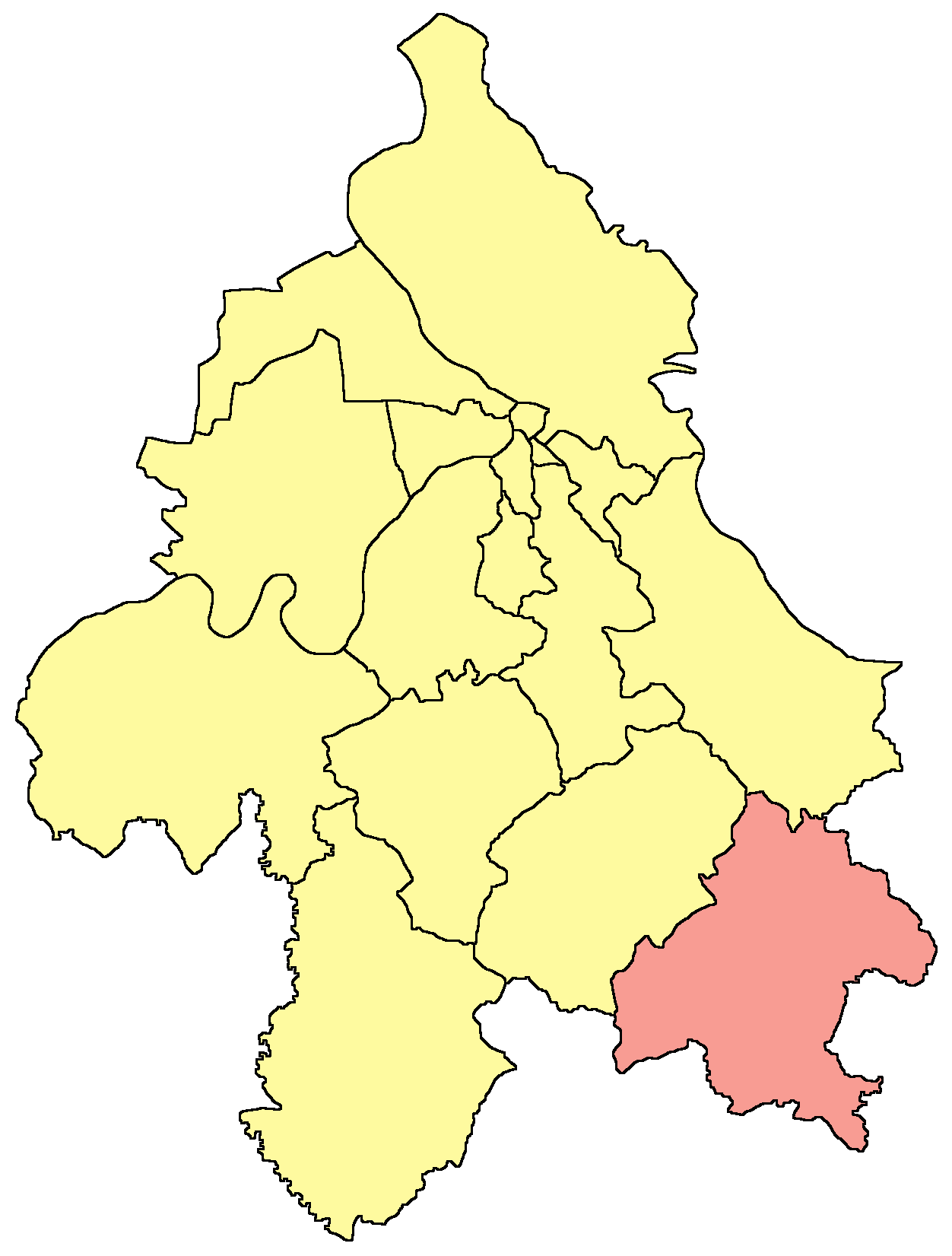
Localisation de la municipalité de Mladenovac dans la Ville de Belgrade

Beljevac (en serbe cyrillique : Бељевац) est un village de Serbie situé dans la municipalité de Mladenovac et sur le territoire de la Ville de Belgrade. Au recensement de 2011, il comptait 151 habitants.

## Démographie
| 1948 | 1953 | 1961 | 1971 | 1981 | 1991 | 2002 | 2011 |
| ---- | ---- | ---- | ---- | ---- | ---- | ---- | ---- |
| 182  | 191  | 209  | 220  | 167  | 177  | 160  | 151  |

|  |